# Естонски рат за независност
Естонски рат за независност (ест. Eesti Vabadussõda) био је војни сукоб између Естоније и њених савезника са једне и совјетске Русије са друге стране, а циљ рата је била борба за контролу над територијоим Естоније. Рат је званично почео 28. новембра 1918. нападом 6. артиљеријског пука совјетске армије на погранични естонски град Нарву, а окончан је 2. фебруара 1920. године потписивањем Мировног уговора у Тартуу којим је руска страна признала независност Естоније и одрекла се територијалних претензија на ту територију.

## Увод у рат
Након Фебруарске револуције у Русији 1917. Естонија је по први пут политички уједињена као засебна политичка јединица Естонска аутономна губернија, чије границе су се готово поклапале са модерним границама. Аутономни статус гарантовала јој је новоизабрана руска Привремена влада одлуком од 12. априла 1917. године. Избори за привремени естонски парламент (ест. Maapäev) одржани су уз учешће мењшевичких и бољшевичких фракција Руске социјал-демократске радничке партије, а све са циљем да поменутој партији обезбеде што је могуће више места у новом националном парламенту. Бољшевици који су изгубили те изборе никада званично нису признали резултате истих, те је два дана пре почетка Октобарске револуције у Санкт Петербургу (5. новембра) лидер естонских бољшевика Јан Анвелт са својим Војним револуционарним комитетом извршио пуч и преузео власт над земљом. Како легално изабрани парламент никада није признао бољшевичку власт, бољшевици су покушали да га распусте. Иако се на својој последњој седници одржаној 15. новембра Парламент прогласио за врховни и једини легални орган власти у земљи, парламент је званично распуштен од стране бољшевика 26. новембра. На новим изборима који су одржани почетком 1918. већину гласова добиле су партије које су се залагале за независност, а национално веће прогласило је независност Естоније 19. фебруара. Декларација о независности Естоније званично је донесена 24. фебруара 1918, одмах након што су бољшевички револуционари напустили Талин. Већ наредног дана немачке трупе умарширале су у Талин, а након окупације целокупне територије Естоније и Летоније основана је сателитска држава Уједињено Балтичко Војводство. Сходно одредбама Брестлитовског мировног споразума између Русије и Централних сила потписаног 3. марта 1918. године, Русија је званично окончала своје учешће у Првом светском рату, а одрекла се и свих територијалних претензија на Естонију (између осталих). Немачка окупација Естоније трајала је до новембра 1918. године, када је власт у земљи званично поново преузела Привремена естонска влада.
Немачка окупациона власт није признавала Естонији право на независност, самим тим ни привремену естонску владу, а сви који су се залагали за те циљеве сматрани су сепаратистима и узурпаторима права која су припадала члановима балтичке племићке елите. Након капитулације Немачког царства у Првом светском рату немачке трупе су се у периоду између 11. и 14. новембра 1918. званично повукле из источног Балтика, а сва власт на територији Естоније поново је прешла у руке Естонске привремене владе која је већ 16. новембра позвала све војно способне Естонце да се добровољно пријаве у војску, и самим тим је започео хитан процес оснивања Војске Естоније. Основано је министарство рата на чије чело је постављен Константин Патс, генерал-мајор Андрес Ларка дошао је на чело генералштаба, док је војском командовао генерал-мајор Александар Тинисон.

## Совјетска офанзива
Након повлачења немачке војске са Балтика совјетске власти доносе одлуку о поновном преузимању контроле над прибалтичким државама, те је с тим у вези крајем новембра 1918. ка источним естонским границама упутила две дивизије са око 15.000 војника. Шести артиљеријски пук Црвене армије са око 7.000 војника напао је 28. новембра погранични естонски град Нарву, чиме је и званично почео Естонски ослободилачки рат. Град који су бранили слабо наоружани припадници територијалне одбране и немачка пешадијска регимента бр 405 већ наредног дана пао је у руке совјетске војске. Одмах по уласку у град локалне бољшевичке власти прогласиле су Естонску радничку комуну као врховни орган власти у граду. Готово истовремено са нападом на Нарву совјетска Друга новгородска дивизија напала је Естонију на подручју јужно од језера Пејпус.
У моменту почетка совјетске офанзиве естонске оружане снаге чинило је свега 2.000 лако наоружаних војника и око 14.500 припадника естонске територијалне одбране. Крајем новембра 1918. формиран је Балтички батаљон коме се прикључио и знатан број Балтичких Немаца.
Шеста совјетска армија убрзо је заузела важно стратешко железничко чвориште код Тапе и до краја године приближила се на свега 34 km главном граду Талину. Са југа је продирао 49. црвени летонски пешадијски пук који је 17. децембра заузео Валгу, а 7 дана касније и стратешки важан град Тарту. Реорганизована естонска армија успела је почетком јануара да заустави даљи продор седме совјетске дивизије, и већ 7. јануара крне у контраофанзиву. Фински добровољачки одред који се искрцао на северу земље (5.000 војника и 20 топова) у залеђу 6. црвене армије, заједно са естонском војском успева да 18. јануара 1919. ослободи Нарву и стабилизује северни фронт на обалама реке Нарве. На југу је Тартумски партизански батаљон успео да поврати контролу над Валгом (31. јануара), чиме су све совјетске трупе истиснуте ван граница Естоније.
На позив естонске владе 31. децембра у Талинску луку упловио је британски сквадрон са 6.500 војника и 200 митраљеза. Британци су успели да од совјета заузму два разарача и препусте их естонској морнарици.
Средином фебруара совјетска војска започиње нову офанзиву и до средине марта успева да заузме историјске естонске земље на југоистоку (Сетуму, Вестселину и Рапину. Естонска друга дивизија поново започиње контраофанзиву и 28. марта заузима град Петсери. Сличне борбе водиле су се и на јужном фронту, на линији Ајнажи−Стренчи-Алуксне на северу Летоније. На Нарвском фронту естонска прва дивизија успешно је одбијала све совјетске нападе. На естонској страни борило се и око 4.000 руских Белогардејаца.